# ジャレッド・S・ギルモア
ジャレッド・スコット・ギルモア（Jared Scott Gilmore, 2000年5月30日 - ）は、アメリカ合衆国の子役である。『マッドメン』のボビー・ドレイパー役、『ワンス・アポン・ア・タイム』のヘンリー・ミルズ役で知られている。2012年にはヤング・アーティスト賞を獲得した。

## 生い立ち
カリフォルニア州サンディエゴで生まれる。

## キャリア
2年間にわたって俳優の養成学校に通った。『バラエティ』によるとギルモアは双子の妹のテイラーに興味を持っていたタレント代理人に出会い、意図せずして俳優としてのキャリアが始まった。いくつかのオーディションを受けた後、Tシャツモデルとコマーシャル出演により初めての仕事を得た。
2009年にテレビシリーズ『マッドメン』のボビー・ドレイパー役に抜擢された。この役を演じるのはマクスウェル・ハカビー、アーロン・ハートに続いて3代目である。
2011年にギルモアは『マッドメン』を降板し、『ワンス・アポン・ア・タイム』にヘンリー・ミルズ役で加わった。
第33回ヤング・アーティスト賞ではテレビシリーズ主演男優賞を獲得した。また翌第34回ヤング・アーティスト賞でも同部門にノミネートされた。第16回全米映画俳優組合賞では『マッドメン』のキャストの一員としてドラマシリーズ・アンサンブル賞を獲得した。

## フィルモグラフィ

### テレビシリーズ
| 年        | 作品                                              | 役名                     | 備考                                        |
| --------- | ------------------------------------------------- | ------------------------ | ------------------------------------------- |
| 2008      | WITHOUT A TRACE/FBI 失踪者を追え! Without a Trace | マシュー                 | 第6シーズン第17話「衝動」                   |
| 2008      | イレブンス・アワー Eleventh Hour                  | オーウェン               | 第1シーズン第8話「Titans」                  |
| 2008-2009 | Talkshow with Spike Feresten                      | リトル・ビル・オライリー | 計9話出演                                   |
| 2009      | Roommates                                         | グラハム                 | 第1シーズン第12話「The Trash 'N Treasures」 |
| 2009-2010 | マッドメン Mad Men                                | ボビー・ドレイパー       | 計19話出演                                  |
| 2010      | Men of a Certain Age                              | ケネス                   | 第2シーズン第3話「Cold Calls」              |
| 2010      | しあわせの処方箋 Hawthorne                        | ジャスティン・アダムス   | 計3話出演                                   |
| 2011      | Wilfred                                           | 若年期のライアン         | 第1シーズン第8話「Anger」                   |
| 2011-2018 | ワンス・アポン・ア・タイム Once Upon a Time       | ヘンリー・ミルズ         | 主要キャスト                                |

### 映画
| 年   | 作品                                          | 役名                 | 備考 |
| ---- | --------------------------------------------- | -------------------- | ---- |
| 2009 | Opposite Day                                  | Baby Bailiff         |      |
| 2010 | Overnight                                     | カイル               |      |
| 2010 | カレには言えない私のケイカク The Back-up Plan | モナの子供           |      |
| 2010 | A Nanny for Christmas                         | ジョナス・ライランド |      |

## 受賞とノミネート
| 年   | 賞                     | 部門                            | 作品                       | 結果       |
| ---- | ---------------------- | ------------------------------- | -------------------------- | ---------- |
| 2009 | 全米映画俳優組合賞     | アンサンブル賞 (ドラマシリーズ) | マッドメン                 | 受賞       |
| 2012 | ヤング・アーティスト賞 | テレビシリーズ主演男優賞        | ワンス・アポン・ア・タイム | 受賞       |
| 2013 | ヤング・アーティスト賞 | テレビシリーズ主演男優賞        | ワンス・アポン・ア・タイム | ノミネート |